# Trathala delicata
Trathala delicata là một loài tò vò trong họ Ichneumonidae.